# Solidaridad y Progreso
Solidaridad y Progreso (en francés: Solidarité et progrès) es un partido político francés, fundando y dirigido por Jacques Cheminade desde el 1996. S*P es asociado a nivel internacional con el político Lyndon LaRouche.

## Programa
Según el segundo artículo de sus estatutos, Solidaridad y progreso tiene por objeto «combatir, en Francia y en el mundo, por la paz, por el desarrollo económico y la igualdad de oportunidades y contra el desgaste financiero y las ideologías del suelo, de la sangre y de la raza. Defiende para cada uno y entre los pueblos el progreso material, intelectual y moral». Para alcanzar allá S*P combate antes de toda cosa para la evicción de lo que considera feudalidades financieras.
A ejemplo de Lyndon LaRouche, en los Estados Unidos, Jacques Cheminade es partidario de la necesidad de un "nuevo Bretton Woods" estableciendo por acuerdo entre las naciones un sistema de tipos de cambio fijos donde la estabilidad de las monedas sería asegurada por la supresión de las operaciones financieras sin lazos con la economía efectiva. En este fin, S*P defiende una política Glass-Steagall separación entre bancos De Depósito y de crédito de una parte, y los bancos de inversiones por otra parte, como lo había establecido en la Liberación la ley 45-15 de diciembre de 1945. Una vez esta separación efectuada, su programa preconiza una " bancarrota organizada " de los especuladores, que consiste en dejar a estos bancos de asunto asumir sus pérdidas y quebrar si llega el caso. Para apoyar este procedimiento, S*P deseó el establecimiento de una comisión parlamentaria dotada de poderes judiciales con el fin de proceder a la auditoría de las cuentas, las actividades offshore y los activos fuera de balance de todos los bancos
Para Solidaridad y Progreso, esta nueva arquitectura financiera debe permitir la creación de varios millones de empleos cualificados y no precarios que resultan de una política de inversión en las infraestructuras y los equipos económicos y sociales de base (agua, energía, transportes, espacio, salud, educación, búsqueda), bajo la forma de grandes trabajos nacionales e internacionales. Inspirándose en la política de New Deal del presidente americano Franklin Delano Roosevelt y de la Planificación indicativa de General de Gaulle. Para financiarlos, haría falta, según Solidaridad y Progreso, una red de bancos centrales bajo control de los Estados-nación soberanos delante de emitir de la moneda en forma de crédito productivo público a tipo de interés débil y a largo plazo. El sistema bancario saneado permitiría, en este marco, una política de crédito dirigido hacia los sectores estratégicos definidos por el Plan.

## Filosofía política
Según Solidaridad y Progreso, una política de " proteccionismo altruista " y de " mercados organizados " constituye una alternativa a las relaciones de fuerza inherentes al liberalismo y al marxismo. Este movimiento se considera como el que es un movimiento de resistencia frente a la vuelta del fascismo a los Estados Unidos y en Europa, habla en particular de un fascismo financiero. Por otro lado, Solidaridad y Progreso es un partido relativamente conservador en términos de costumbres (interdicción de los videojuegos violentos, contra la despenalización de la droga, contra la eutanasia). También predica una "ecología humana" inspirada por los trabajos del geoquímico ruso Vladimiro Vernadski, milita la búsqueda en la física nuclear y el ascenso de sus aplicaciones tecnológicas (nuclear de IV generación, fusión por láser) y combate lo que analiza como la ideología maltusiana detrás de la tesis del origen.